# Zoë de Gamond

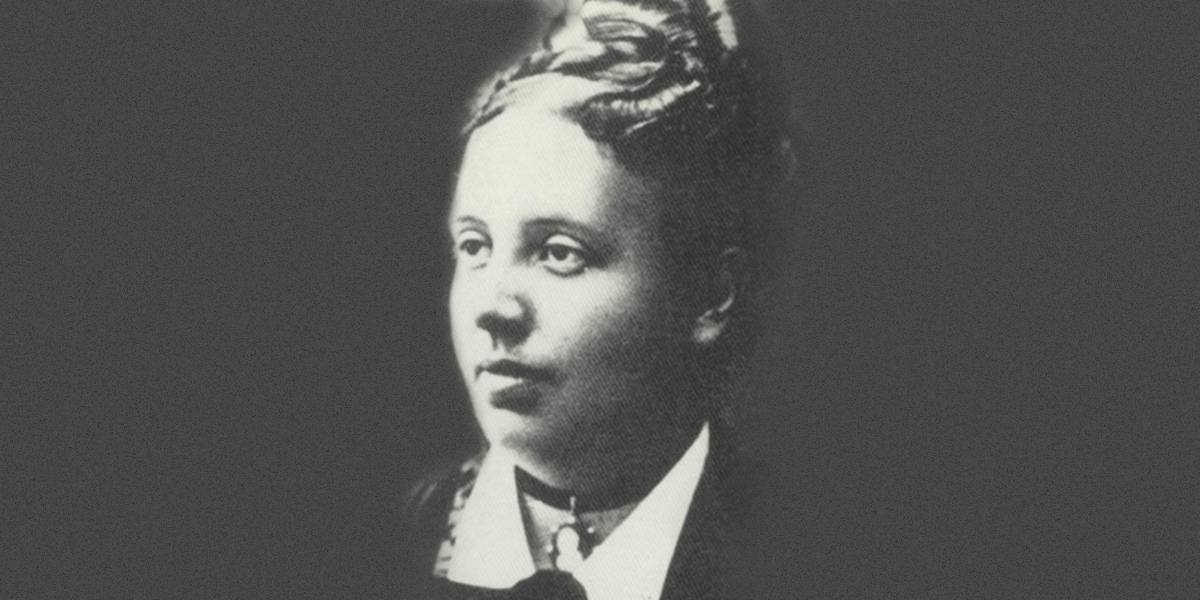
Zoë de Gamond

Zoë Gatti-de Gamond (Brussel, 11 februari 1806 - aldaar, 28 februari 1854) was een Belgische onderwijzeres en feministe die filosofische geschriften naliet en in Brussel een school voor meisjes en voor vrouwen oprichtte.

## Levensloop
Zij werd geboren uit een adellijke liberale familie. Haar moeder was Isabelle de Lados, houdster van een salon in Brussel, die Zoë samen met haar zussen, Elise en Marie, al vroeg bezocht. Samen richtten de drie freules een vrouwencentrum op. In dit Centre Féminin werden de ideeën van de graaf Saint-Simon en van Charles Fourier druk besproken en geëvalueerd. Van 1841 tot 1843 leidde Zoë een phalanstère die ze mee hielp oprichten op het domein van de vroegere abdij van Cîteaux.
Zij verzette zich tegen de in de 19e eeuw overheersende opvatting over verschil in aanleg om te leren tussen mannen en vrouwen. Met haar ideeën trok zij in de jaren 1830-40 een kern van gelijkgestemde ontwikkelde vrouwen uit de hogere Brusselse middenklasse aan die pleitte voor emancipatie van de vrouw. Daarbij baseerden zij zich op de ideeën van Saint-Simon, die de basis legde voor het vroege socialisme.
Zoë huwde in 1835 met Jean-Baptiste Gatti, een Italiaanse schilder, en kreeg drie kinderen. Datzelfde jaar richtte zij samen met vriendin Eugénie Poullet twee Brusselse scholen op, een voor opleiding van minder gegoede arbeidersmeisjes tot onderwijzeres, de andere voor algemene vorming van arbeidersvrouwen. De opleiding voorzag geen godsdienstonderricht en de invloed van de Kerk was er nihil. Bedoeling was onder meer dat 'het sociaal pact geen ijdel woord voor vrouwen' zou blijven en dat vrouwen niet langer als vreemden tegenover elkaar zouden staan, maar elkaar als zusters zouden behandelen. "Ik wil dat de rijken delen met de armen en dat de machtigen sympathiseren met de noodlijdenden, schrijft zij, "het zijn vrouwen die andere vrouwen het meeste kwaad berokkenen".
Zoë liet een aantal filosofische geschriften met pedagogische inslag na. Daarin schrijft zij dat er algemeen gebrek aan kennis is van mannen die de vrouwen niet kennen, maar ook van de vrouwen die zichzelf en hun mogelijkheden niet kennen. De vooroordelen waarin ze leven maken dat vrouwen, bij het besef van de toestand waarin ze maatschappelijk verkeren, dit verdringen, en zelf dichtklappen.
Haar dochter Isabelle liet zich sterk inspireren door de geschriften van Zoë en zette het werk van haar moeder op het praktisch gebied van onderricht voor vrouwen voort.

## Publicatie
- DE GAMOND (Z.), De la condition sociale des femmes au XIXe siècle et de leur éducation publique et privée, Bruxelles : Berthot, 1834.
- GATTI DE GAMOND (Z.), Réalisation d'une commune sociétaire d'après la théorie de Charles Fourier, Paris, 1840